# 布龙贝格 (下奥地利州)
布龙贝格（德語：Bromberg）是奥地利下奥地利州维也纳新城城郊县的一个市镇。总面积30.89平方公里，总人口1254人，人口密度40.6人/平方公里（2005年）。